# John Lennon/Plastic Ono Band
John Lennon/Plastic Ono Band je debitantski solo album Johna Lennona. Izdan je bil leta 11. decembra 1970 po tem, ko je bil Lennon že izdal tri albume z Yoko Ono in Live Peace in Toronto 1969, posnetek koncerta skupine Plastic Ono Band v Torontu. 
Album je bil posnet v septembru in oktobru 1970 v Abbey Road Studios. Lennon, Klaus Voormann in Ringo Starr so bili na snemanju glavni glasbeniki, Phil Spector in Billy Preston pa sta odigrala klavir, vsak za eno od pesmi. Lennon je prosil Spectorja, ki je bil v začetku leta produciral Lennono uspešno pesem »Instant Karma!«, da sodeluje na albumu kot soproducent. Plastic Ono Band v naslovu se nanaša na konceptualno skupino, ki sta jo leta 1969 ustanovila Lennon in Ono, njeni glasbeniki pa so sodelovali pri več njunih solo albumih. Istočasno je bil posnet tudi debitantski solo album Yoko Ono, Yoko Ono/Plastic Ono Band, v skoraj enaki glasbeni in producentski zasedbi ter z zelo podobno naslovnico albuma.
John Lennon/Plastic Ono Band je bil s strani kritikov dobro sprejet. Glasbeni kritik Greil Marcus je komentiral: »Johnovo petje v zadnji kitici pesmi God je morda celo najboljše v vsem rocku«. V začetku leta 1971 je album dosegel osmo mesto v Veliki Britaniji in šesto v ZDA, med prvo stoterico pa je ostal osemnajst tednov. Velja za enega najboljših Lennonovih solo albumov, ki odkrito in z umetniško integriteto prikazuje njegovo čustveno in duševno stanje v tistem času. Revija Rolling Stone ga je leta 2003 uvrstila na dvaindvajseto mesto lestvice petstotih najboljših albumov vseh časov, leta 2006 pa ga je revija Time uvrstila med sto najboljših albumov vseh časov.

## Seznam pesmi
Pesmi je napisal John Lennon, kjer ni označeno drugače.
Prva stran
1. »Mother« – 5:34
2. »Hold On« – 1:52
3. »I Found Out« – 3:37
4. »Working Class Hero« – 3:48
5. »Isolation« – 2:51

Druga stran
1. «Remember« – 4:33
2. »Love« – 3:21
3. »Well Well Well« – 5:59
4. »Look at Me« – 2:53
5. »God« – 4:09
6. »My Mummy's Dead« – 0:49

Bonus pesmi ponovne izdaje leta 2000
1. »Power to the People« – 3:22
2. »Do the Oz« – 3:07 (Lennon/Ono)

## Sodelujoči
- John Lennon: glas, akustična in električna kitara, klavir in klaviatura[1]
- Klaus Voormann: bas[1]
- Ringo Starr: bobni[1]
- Phil Spector: klavir za pesem »Love«[1]
- Billy Preston: klavir za pesem »God«[6]
- Yoko Ono: »veter«[1]
- Mal Evans: »čas in pozornost«